# صوت المحبة

شعار صوت المحبة

إذاعة صوت المحبة هي اذاعة لبنانية تبث البرامج الدينية المسيحية من بيروت. أسستها جمعية المرسلين اللبنانيين الموارنة عام 1984.

## موجاتها
- بيروت والساحل اللبناني: 105.8 ميغاهيرتز.
- جونية ودمشق: 106 ميغاهيرتز.
- قبيات، بشري، عكار، جنوب لبنان وحمص 106.2 ميغاهيرتز.
- البرامج باللغة الأنكليزية والفرنسية: 107.7 ميغاهيرتز.